# 周庭伊
周庭伊（1982年10月6日—），中国内地新生代女演员，毕业于中国传媒大学本科，从主持界知名主持人跨界成为演员。因主演古装奇情大戏西施秘史中王后春蝶一角后吸引了大批粉丝。她将王后表面的不动声色，骨子里的自傲、控制欲与苦楚拿捏得十分到位，表演潜力受到众多行业内人士的瞩目。其代表作品有西施秘史、内线前传等。

## 影视作品
- 2006 情系半边天 飾 张炎
- 2007 大众古玩店 飾 美玲
- 2011 大唐女巡按 飾 吴娘子
- 2012 梦想新生活 飾 白美美
- 2012 西施秘史 飾 王后春蝶
- 2012 内线前传 飾 李婉
- 2013 8090向前冲 飾 唐姐
- 2013 恋歌 飾 任莎莎
- 2015 封神英雄 飾 云霄
- 2015 乾隆秘史 飾 薛芜君
- 2015 反恐特战队 飾 柳诗文
- 2017 反恐特战队之猎影 飾 海瑟薇
- 2019 反恐特战队之天狼 飾 宋安琪

## 主持节目
| 电视台           | 年代 | 节目名称                         |
| ---------------- | ---- | -------------------------------- |
| 香港华娱卫视     | 2006 | 主持录制综艺类节目Time is money  |
| 东方电影频道     | 2006 | 主持录制电影资讯类节目东方影视   |
| 北京电视台       | 2007 | 主持录制英语节目洋话连篇         |
| 北京电视台       | 2007 | 主持录制综艺娱乐类节目娱乐为人民 |
| 河北卫视         | 2008 | 综艺娱乐类节目真爱无敌           |
| 山东卫视         | 2008 | 综艺娱乐类节目志在必得           |
| 河北卫视         | 2008 | 综艺娱乐类节目亚洲音乐中心       |
| 旅游卫视         | 2009 | 生活类节目第42天                 |
| 青海卫视         | 2009 | 综艺类播报节目音乐好E点          |
| 发行各省市电视台 | 2009 | 综艺类播报节目星闻热报           |
| 发行各省市电视台 | 2010 | 综艺类播报节目子曰东西           |
| 发行各省市电视台 | 2010 | 综艺类播报节目非常大名人         |